# 阿納寧德瓦
1°21′57″S 48°22′19″W / 1.36583°S 48.37194°W

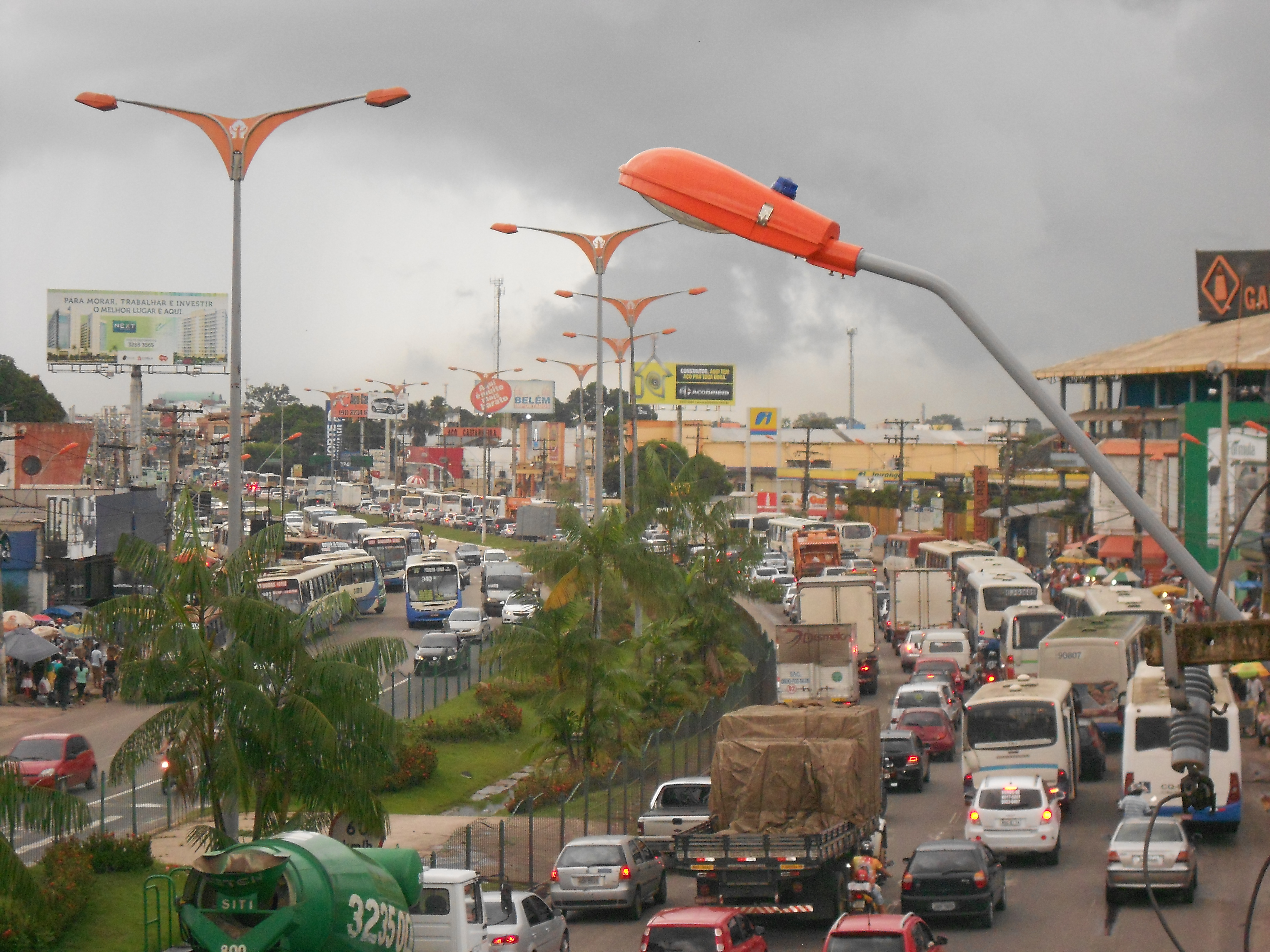
阿納寧德瓦

阿納寧德瓦是巴西的城市，位於該國東北部，由帕拉州負責管轄，面積185.06平方公里，海拔高度20米，受赤道氣候影響，每年平均降雨量2,250至2,500毫米，2010年人口471,744。